# Sakuradani Keiben Tetsudō

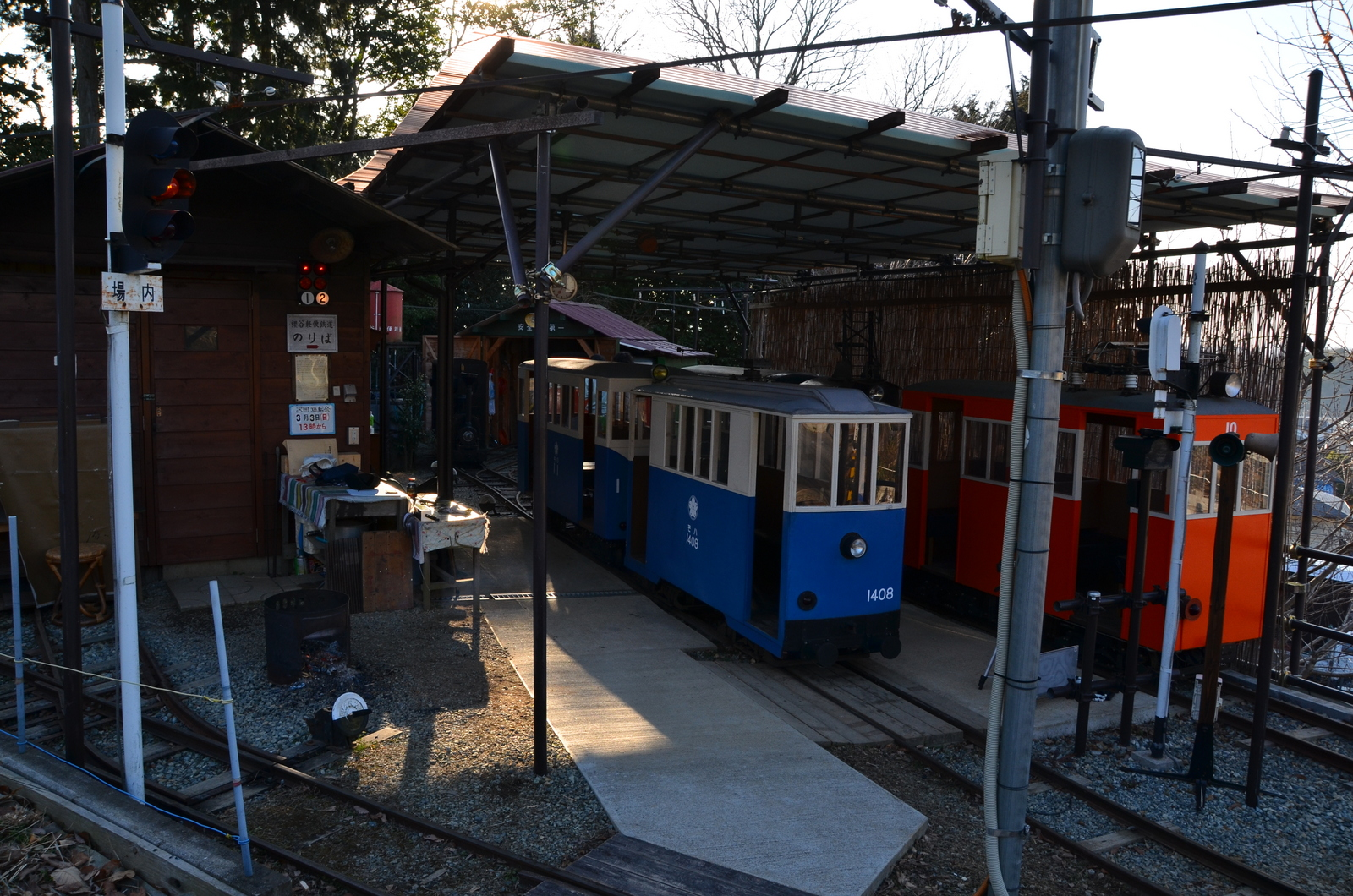
Sakuradani-Schmalspurbahn

Die Sakuradani Keiben Tetsudō (jap. 桜谷軽便鉄道, dt. „Sakuradani-Schmalspurbahn“) ist eine private Garten- oder Parkeisenbahn mit einer Spurweite von 381 mm (15 Zoll) im Landkreis Toyono der Präfektur Osaka in Japan.
Die Sakuradani Schmalspurbahn ist in Japan einzigartig, weil es den Besuchern wie bei einer Pioniereisenbahn erlaubt wird, Lokomotiven selbst zu führen. Die 130 m lange Strecke der Minamiyama-Linie hält am eingleisigen Sakuradani-Bahnhof (桜谷駅, -eki) und dem zweigleisigen Kaze-no-Tōge-Bahnhof (風の峠駅, -eki). Insgesamt gibt es 13 Weichen. Eine Oberleitung dient der Stromversorgung der Elektroloks und Straßenbahnen mit 36 V Gleichstrom. Die 50 m lange untere Linie hat keine Verbindung zur Minamiyama Linie.
Die Eisenbahn ist am ersten Sonntag im Monat für Besucher geöffnet. Sie wurde nach einem Bergbaubetrieb benannt, der früher dort lag.

## Fahrzeuge
Die Eisenbahn hat mehr als neun Fahrzeuge:
- Elektrolok Nr. 3
- Batterielok Nr. 7 in Form einer Dampflok
- Dampflok Nr. 8
- Elektrostraßenbahn Nr. 10
- Straßenbahn mit Benzinmotor Nr. 11
- Elektrolok  Nr. 12
- Elektrolok  ED51
- Wagen Nr. 150
- Straßenbahn Nr. 1408